# Tanjung (Lombok)
Tanjung ist eine Kleinstadt auf der indonesischen Insel Lombok. Der Ortsname bedeutet "Landspitze" oder "Kap". Die Stadt mit 54.072 Einwohnern ist Regierungssitz des Regierungsbezirks (Kabupaten) Lombok Utara.

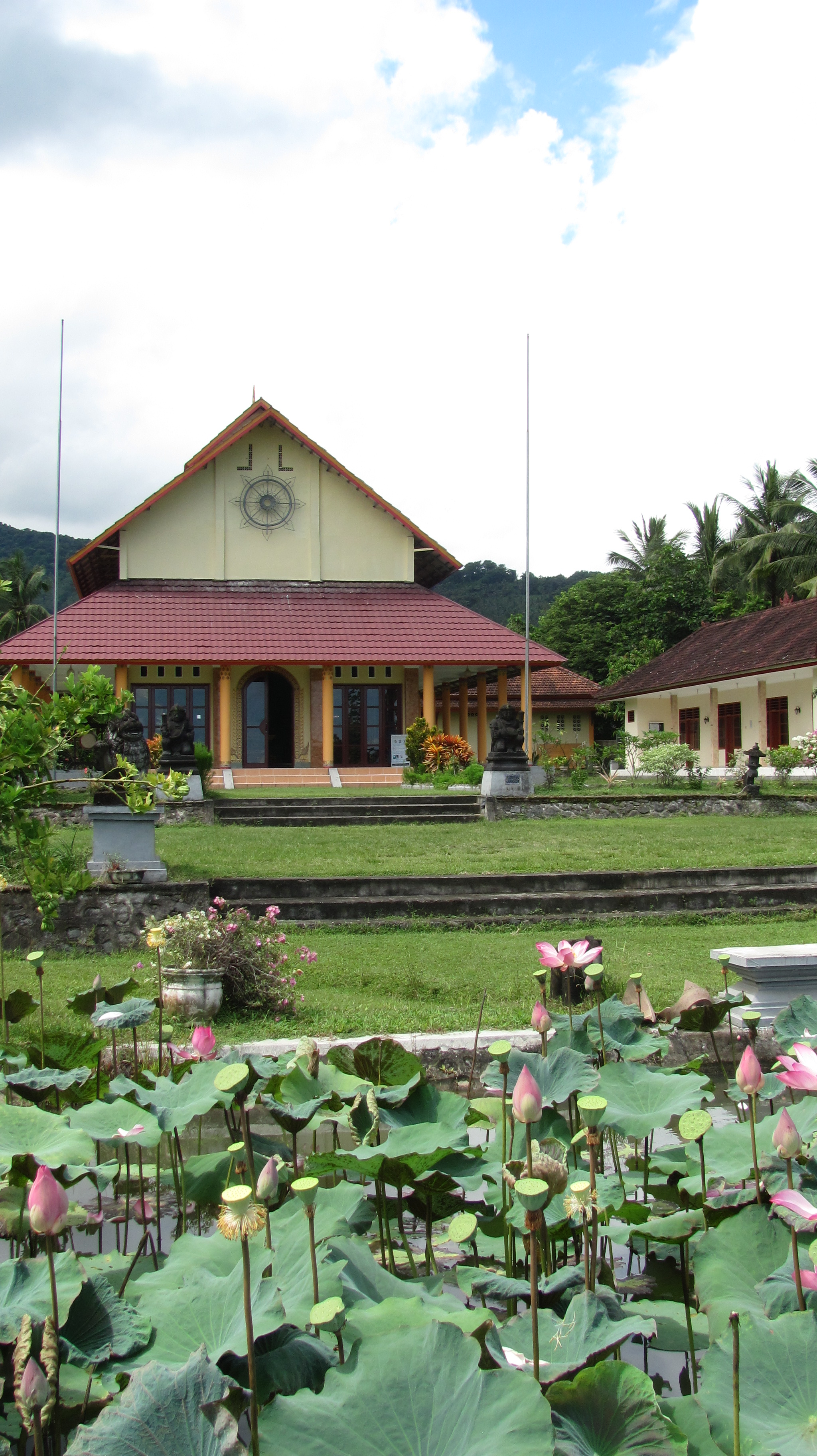
Buddhistischer Tempel Sutta Dhamma Lenek

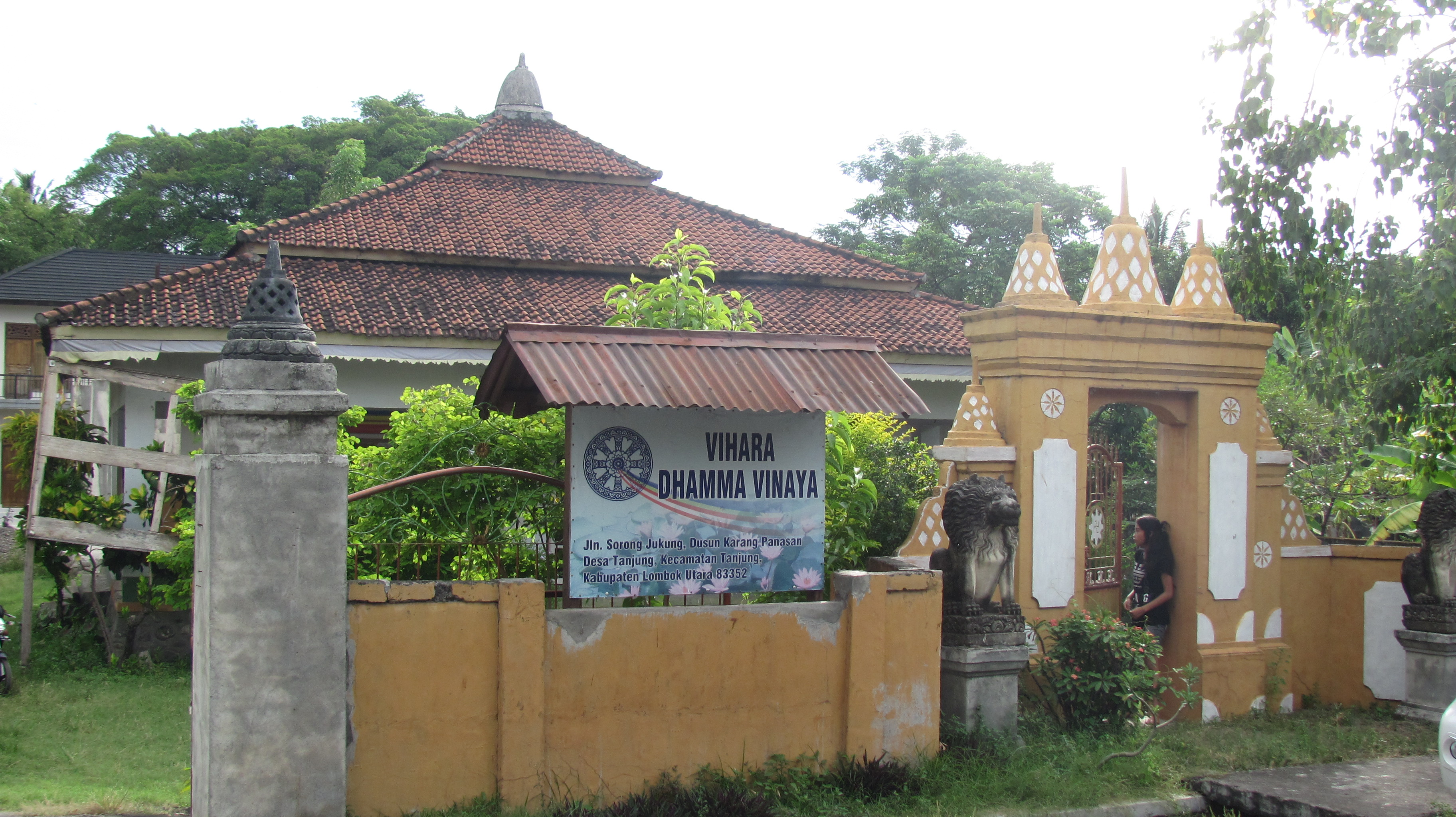
Buddhistischer Tempel Vihara Dhamma

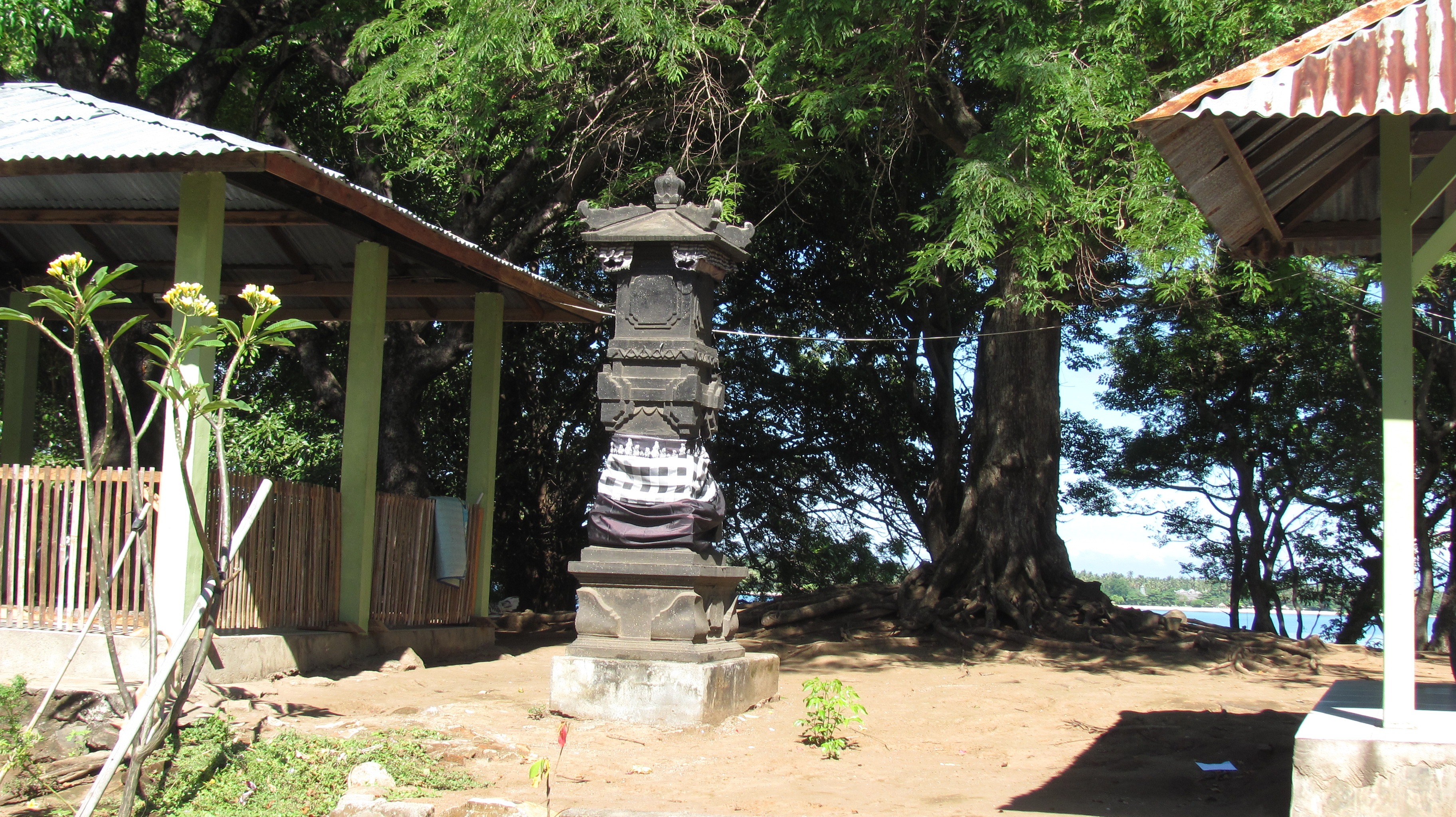
Hindutempel Pura Medana

## Lage
Tanjung liegt an der Nordküste der Insel Lombok in der indonesischen Provinz Nusa Tenggara Barat und ist Verwaltungssitz des Regierungsbezirkes (Kabupaten) Lombok Utara. Der Hafenort Bangsal, von dem Fähren zu den bei Touristen beliebten Gili-Inseln ablegen, liegt 10 km westlich. Südöstlich der Stadt erhebt sich der 3726 m hohe Vulkan Rinjani.

## Wirtschaft
Tanjung liegt an der gut ausgebauten Küstenstraße und ist Mittelpunkt eines landwirtschaftlich intensiv genutzten Gebietes, in dem vorwiegend Reis und Tabak angebaut werden. Jeden Sonntag wird ein spezieller Viehmarkt abgehalten. Für die Stadt selbst hat der Tourismus keine Bedeutung, doch wurden wenige Kilometer westlich von ihr zwei Hotelanlagen der gehobenen Preiskategorie errichtet.

## Sehenswürdigkeiten
In Tanjung und Umgebung leben etwa 800 Buddhisten, die auf der islamisch geprägten Insel Lombok eine verschwindend kleine Minderheit darstellen. Im Stadtzentrum ist der buddhistische Tempel Vihara Dhamma sehenswert. Er wurde bei einem Erdbeben 2006 erheblich beschädigt und befindet sich zurzeit im Wiederaufbau. Wenige Kilometer südöstlich von Tanjung wurde ein weiterer buddhistischer Tempel erbaut, Suttha Dhamma Lenek.

## Umgebung
Auf der kleinen Halbinsel Sira wenige Kilometer westlich von Tanjung ist der Hindutempel Pura Medana besuchenswert. Er befindet sich unmittelbar am Meer und wird täglich von Gläubigen aufgesucht, die hier Blumen und Früchte opfern.
In der Umgebung von Tanjung sind mehrere Wasserfälle das Ziel von Wanderungen, z. B. der Air Terjung Gangga und der 30 m hohe Air Terjun Tiu Pupas.
Etwa 20 km östlich von Tanjung liegt am Nordhang des Rinjani das Dorf Bayan, das wegen der Moschee Masjid Bayan Kuno Beleq viel besucht wird. Die Moschee wurde 1634 erbaut und gilt als die älteste der gesamten Insel.